# 梅ケ枝町 (岐阜市)
梅ケ枝町（うめがえちょう）は、岐阜県岐阜市の町名。現行行政地名は梅ケ枝町1丁目から3丁目。郵便番号は500-8818（集配局:岐阜中央郵便局）。

## 地理
岐阜市中央部に位置し、東は今川町、西は真砂町、南は八ツ梅町、北は千石町に接する。
1丁目と2丁目は明徳地区、3丁目は京町地区に属する。

## 世帯数と人口
2024年（令和6年）4月1日現在の世帯数と人口は以下の通りである。
| 町丁          | 世帯数  | 人口  |
| ------------- | ------- | ----- |
| 梅ケ枝町1丁目 | 31世帯  | 56人  |
| 梅ケ枝町2丁目 | 56世帯  | 108人 |
| 梅ケ枝町3丁目 | 60世帯  | 97人  |
| 計            | 147世帯 | 261人 |

## 学区
市立小・中学校に通う場合、学区は以下の通りとなる。
| 地域     | 小学校             | 中学校                 |
| -------- | ------------------ | ---------------------- |
| 1～2丁目 | 岐阜市立明郷小学校 | 岐阜市立岐阜中央中学校 |
| 3丁目    | 岐阜市立岐阜小学校 | 岐阜市立岐阜中央中学校 |

## 歴史

### 町名の由来
天神神社の八ツ梅の梅による。

### 沿革
- 1909年（明治42年）6月8日 - 今泉（字地主）の一部より、梅ケ枝町が成立[6]。
- 1955年（昭和30年）3月22日 - 1丁目から3丁目を新設[6]。
- 1956年（昭和31年） - 3丁目の一部が八ツ梅町1丁目となる[6]。

## 施設
- NTT西日本梅ヶ枝ビル
- 岐阜市立岐阜中央中学校（一部）